# Crane (Missouri)
Crane és una població dels Estats Units a l'estat de Missouri. Segons el cens del 2000 tenia 1.390 habitants.

## Demografia
Segons el cens del 2000, Crane tenia 1.390 habitants, 541 habitatges, i 333 famílies. La densitat de població era de 365,1 habitants per km².
Dels 541 habitatges en un 32,2% hi vivien nens de menys de 18 anys, en un 47% hi vivien parelles casades, en un 10,7% dones solteres, i en un 38,4% no eren unitats familiars. En el 35,7% dels habitatges hi vivien persones soles el 23,7% de les quals corresponia a persones de 65 anys o més que vivien soles. El nombre mitjà de persones vivint en cada habitatge era de 2,41 i el nombre mitjà de persones que vivien en cada família era de 3,15.
Per edats la població es repartia de la següent manera: un 26,7% tenia menys de 18 anys, un 9,1% entre 18 i 24, un 24,3% entre 25 i 44, un 18,6% de 45 a 60 i un 21,4% 65 anys o més.
L'edat mediana era de 37 anys. Per cada 100 dones de 18 o més anys hi havia 81,3 homes.
La renda mediana per habitatge era de 20.848 $ i la renda mediana per família de 31.806 $. Els homes tenien una renda mediana de 26.583 $ mentre que les dones 18.750 $. La renda per capita de la població era de 12.120 $. Entorn del 15,2% de les famílies i el 20,8% de la població estaven per davall del llindar de pobresa.

## Poblacions més properes
El següent diagrama mostra les poblacions més properes.